# Ветеран (коротка повість)
«Ветеран» (англ. War Veteran) — науково-фантастична коротка повість американського письменника Філіпа К. Діка. Уперше видана в березні 1955 року видавництвом «Quinn Publishing Company, Inc.» у журналі «If». Ілюстрації до короткої повісті створив Келлі Фріз. «Ветеран» увійшов до збірки «Машина збереження» (англ. The Preserving Machine) 1969 року, до третього тому «Зібраної короткої прози Філіпа К. Діка» 1987 року.
Українською мовою коротка повість видана «Видавництвом Жупанського» у 2023 році в третьому томі «Повного зібрання короткої прози» Філіпа К. Діка в перекладі Єгора Полякова.

## Сюжет
Сюжет розповідає про старого ветерана, який стверджує, що Земля прогрáє війну, яка ще не розпочалася, власним колоніям — Марсу та Венері. Лікарі з міської лікарні думають, що ветеран потрапив з майбутнього в минуле. Згодом з'ясовується, що цей старий чоловік — синтетична людина (андроїд), створена з метою обдурити землян, переконавши їх у тому, що вони ніколи не зможуть виграти війну, тим самим змусивши визнати незалежність колоній без збройного конфлікту.

## Видання українською мовою
- Дік, Філіп. К. Повне зібрання короткої прози. Том 3 / Пер. з англ.: Єгор Поляков, Ганна Гнедкова. — Київ: Видавництво Жупанського, 2023. — (Ad Astra) — 592 с. ISBN 978-617-7585-85-4
  - Ветеран (зі 110 с. по 158 с.; переклав Єгор Поляков)

## Зауваги
1. ↑  Дані взято з видання: Філіп К. Дік. Повне зібрання короткої прози. Том 3, Видавництво Жупанського, 2023